# Lissonota exilis
Lissonota exilis är en stekelart som först beskrevs av Cresson 1870.  Lissonota exilis ingår i släktet Lissonota och familjen brokparasitsteklar. Inga underarter finns listade i Catalogue of Life.